# 毕宿增十二
毕宿增十二，即金牛座δ²（δ² Tau，δ² Tauri）是一颗位于金牛座的恒星，它是离太阳系最近的疏散星团——毕宿星团的成员之一，距离地球约146光年。由于毕宿增十二的位置接近黄道，故经常被月球所遮掩。此外，太阳系的行星如水星与金星等也有可能遮掩它，但这现象非常罕见。
毕宿增十二是一颗A-型主序星，视星等为+4.80，在天球上和金牛座δ¹相隔0.23°。